# Arnold-Joseph Blaes
Pour les articles homonymes, voir Blaes.
Arnold-Joseph Blaes, né à Bruxelles le 1er décembre 1814 et mort en janvier 1892 dans la même ville, est un clarinettiste et un compositeur belge.

## Biographie
Le père d'Arnold-Joseph Blaes est un négociant, bien qu'amateur de musique, fondateur et chef d'orchestre de la société de la Grande-Harmonie de Bruxelles, il n'encourage pas son fils à l'apprentissage et à la pratique de la musique. Devenu orphelin à l'âge de 12 ans, placé sous le tutelle de son oncle, Joseph est d'abord commis-négociant, puis, durant neuf ans employé au ministère des finances. Parallèlement, en 1827,  il entre au Conservatoire de Bruxelles. Son professeur est Bachman, clarinettiste solo du Grand théâtre, il lui donne des leçons de solfège et de clarinette. Dès 1829 il obtient le second prix de clarinette.  
La révolution de 1830 conduit à la fermeture du Conservatoire, qui ouvre à nouveau  en avril 1832. Joseph Blaes y revient et il obtient le premier prix en 1834. Il fait un séjour à Paris puis revient comme professeur au Conservatoire de Bruxelles et première clarinette solo de la musique du roi Léopold. Il se produit à Paris en 1839 et reçoit, de la Société  des concerts, une médaille d'honneur. En 1840 il donne des concerts en Hollande, puis il va en Russie où il passe près d'un an. Il se produit également en Suisse, en Allemagne, en Angleterre... 
L'accueil critique est très favorable : « Compositeur distingué et savant, M. Blaes écrit lui- même, ou arrange avec un goût parfait les morceaux qu'il exécute. Nul n'interprète mieux que lui la grande et belle musique de Beethoven, de Weber et de Spohr ; nul ne sait rendre avec plus d'âme, de mélancolie et de suavité les chants de Mozart et les soupirs de Bellini.[] M. Blaes se sert d'une clarinette ordinaire de  trois octaves et demie,fabriquée par M. Bachmann, son prédécesseur et son maître, éminent professeur. Le talent de M. Blaes est complet. Il réunit l'agilité  à l'expression, l'ampleur, l'égalité, là limpidité du son, aux caprices les plus brillants, aux plus fines broderies, aux plus insaisissables nuances. » 
p 402
Arnold-Joseph Blaes s'est marié avec Élisa Meerti (nl) (1814-1878) soprano colorature belge. Elle est professeur de chant au conservatoire. Il donne parfois des concerts ensemble, par exemple à Paris, salle Pleyel, en 1846.